# Livovská Huta
Livovská Huta é um município da Eslováquia, situado no distrito de Bardejov, na região de Prešov. Tem 14,22 km² de área e sua população em 2018 foi estimada em 43 habitantes.

## Demografia
| Ano:        | 1994 | 2004   | 2014    | 2024    |
| ----------- | ---- | ------ | ------- | ------- |
| Broj ljudi: | 59   | 54     | 45      | 37      |
| Razlika:    |      | -8,47% | -16,66% | -17,77% |

| Ano:               | 2023 | 2024   |
| ------------------ | ---- | ------ |
| Número de pessoas: | 38   | 37     |
| Diferença:         |      | -2,63% |